# Phytasen
Phytase ist der Name einer Gruppe von Enzymen, die Phytinsäure hydrolytisch abbauen und somit das gebundene Phosphat freisetzen. Natürlich kommen Phytasen in einer Reihe von Pflanzen und Mikroorganismen vor, unter anderem im Keim und der Kleie von Getreidekörnern, aber auch in den mit Wiederkäuern in Symbiose lebenden Bakterien. Phytasen machen den in Pflanzensamen als Energiereserve gebundenen Phosphor verfügbar und werden deshalb in steigendem Maße kommerziellem Tierfutter zugesetzt.
Je nachdem, welche Phosphatgruppe abgebaut wird, unterscheidet man zwischen 3-, 4-, 5- und 6-Phytase. Die von vielen Pflanzen und Bakterien gebildete Phytase funktioniert als 3-Phytase (EC 3.1.3.8), diese wird zusammen mit 6-Phytase (EC 3.1.3.2) kommerziell genutzt. 4-Phytase ist eine saure Phosphatase (EC 3.1.3.26) und über 5-Phytase ist nicht viel bekannt (EC 3.1.3.72). Letztere ist in der Lage, weiteres Phosphat bis zum Inositoltriphosphat abzuspalten.

## Verwendung
Phytase wird vor allem in der Futtermittelindustrie als Zusatzstoff des Futters verwendet, um die in Pflanzen vorkommende Phytinsäure zu spalten und das enthaltene Phosphat verfügbar zu machen. Dies ist vor allem bei der Fütterung von Nicht-Wiederkäuern wie Geflügel und Schweinen notwendig, da ansonsten das natürlich in der pflanzlichen Nahrung enthaltene Phosphat ungenutzt den Darm passiert  und in die Gülle abgegeben wird. Durch den Einsatz von Phytase kann die Zugabe von anorganischem Phosphat im Futter vermindert werden. Durch die bessere Verwertung sinkt außerdem die Abwasserbelastung durch ausgeschiedenes Phosphat in der Gülle und im Stalldung.

## Herstellung
Phytase wird vor allem biotechnologisch durch Fermentation von Kristallzucker oder alternativen Substraten, vor allem Stärke, gewonnen. Als Organismen werden gentechnisch modifizierte Pilzkulturen wie Aspergillus und Trichoderma-Arten sowie die Spalthefe (Schizosaccharomyces pombe) genutzt.